# Kristof Klöckner
Kristof Klöckner  (* 1956) ist ein deutscher Informatiker und General Manager bei IBM verantwortlich für Software- und Systementwicklung. Er leitete bei IBM als CTO die Einführung des Cloud Computing.

## Leben
Klöckner wurde 1982 an der Goethe-Universität Frankfurt am Main bei Florin Constantinescu in Mathematik promoviert und war ab 1984 am IBM Labor in Böblingen, wo er sich mit Leistungsanalyse von Computersystemen befasste.  Er leitete das Software-Entwicklungszentrum von IBM in Sindelfingen und das englische Software-Labor von IBM in Hursley. Er war Vizepräsident der IBM Corporation zuständig für Cloud Computing und danach General Manager von IBM Rational Software in Somers (New York).
Er ist Ehrendoktor der University of Southampton und Fellow der British Computer Society. 1997 wurde er Honorarprofessor der Universität Stuttgart.